# Czachorowo (województwo wielkopolskie)
Czachorowo – wieś w Polsce, położona w województwie wielkopolskim, w powiecie gostyńskim, w gminie Gostyń.
| SIMC    | Nazwa           | Rodzaj     |
| ------- | --------------- | ---------- |
| 0369691 | Czachorowo-Huby | część wsi  |
| 0369700 | Poraj           | przysiółek |

W latach 1975–1998 miejscowość administracyjnie należała do województwa leszczyńskiego.
Wieś  położona była w 1581 roku w powiecie kościańskim województwa poznańskiego.
W okresie Wielkiego Księstwa Poznańskiego (1815-1848) miejscowość należała do wsi większych w ówczesnym pruskim powiecie Kröben (krobskim) w rejencji poznańskiej. Czachorowo należało do okręgu gostyńskiego tego powiatu i stanowiło odrębny majątek, którego właścicielem był wówczas (1846) Budziszewski. Według spisu urzędowego z 1837 roku wieś liczyła 259 mieszkańców, którzy zamieszkiwali 30 dymów (domostw).
Wieś rycerska, własność Bronisławy Modlibowskiej, położona była w 1909 roku w powiecie gostyńskim rejencji poznańskiej w Wielkim Księstwie Poznańskim.
19 listopada 1909 r. w Czachorowie urodziła się Wanda Modlibowska - oficer lotnictwa, szybownik, pilot eskadry sztabowej we wrześniu 1939 roku, pierwsza emisariuszka Rządu RP w 1940 roku wysłana do okupowanej Polski, żołnierz AK, uczestniczka powstania warszawskiego.

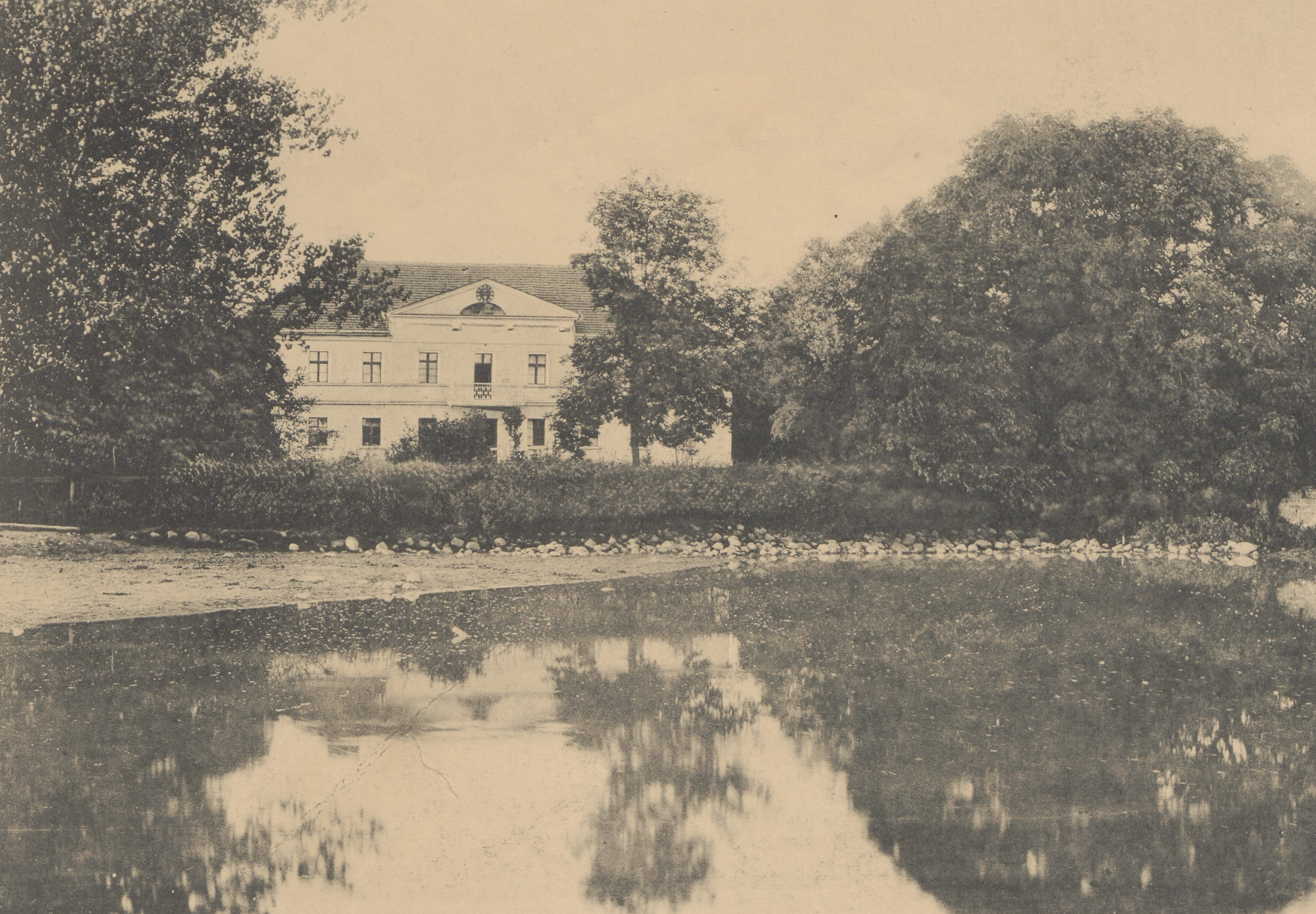
Widok dworu przed 1912